# 이재우 (1939년)
이재우(1939년 4월 28일~2014년 12월 10일)는 대한민국의 정치인이다. 제11·12대 국회의원을 지냈다.

## 역대 선거 결과
|  | 34.52% |

|  | 34.09% |